# Trueperella pyogenes
Das Bakterium Trueperella pyogenes ist ein gewöhnlicher Besiedler der Haut und Schleimhäute vieler Tierarten, gleichzeitig aber auch einer der wichtigsten opportunistischen Erreger bei Wiederkäuern und anderen Tierarten. Die Zellen variieren je nach Medium in Form, beispielsweise treten Kokken, aber auch kurze, stäbchenförmige Zellen auf. Die Größe liegt im Bereich 0,2 bis 0,9 × 0,3 bis 2,5 Mikrometer. Sie sind nicht beweglich und bilden keine Sporen.

## Krankheitserreger
Trueperella pyogenes ist vor allem als Erreger von Euterentzündungen wichtig. Insbesondere Färsen und Milchkühe in der Trockenstellperiode können an Entzündungen der Milchdrüsen (T.-pyogenes-Mastitis) erkranken. Die Prognose in solchen Fällen ist meist schlecht.
Es treten auch Mischinfektionen mit Peptococcus indolicus, Streptococcus dysgalactiae und anderen sporenlosen, gramnegativen Bakterien die unter Sauerstoffausschluss leben (anaerob) auf. Außerdem werden beim Rind Abort, Endometritis, Leberabszess, Osteomyelitis, Endocarditis und Nephritis beobachtet. Schafe, Ziegen, Schweine und Menschen können sich ebenfalls infizieren.